# Arjan van Dijk
Arjan van Dijk (Utrecht, 17 gennaio 1987) è un ex calciatore olandese, di ruolo portiere.

## Carriera
Dopo aver giocato con l'Excelsior Rotterdam, nel 2010 passa all'RKC Waalwijk con cui debutta in Eredivisie nella stagione 2012-2013, giocando 3 partite.
Nel 2015 passa all'USV Hercules.
Nel gennaio del 2016 si ritira.

## Palmarès

### Club

#### Competizioni nazionali
- Eerste Divisie: 1

RKC Waalwijk: 2010-2011